# Manfredo Camperio
Manfredo Camperio (Milano, 30 ottobre 1826 – Napoli, 29 dicembre 1899) è stato un politico, geografo e patriota italiano.

## Biografia
Manfredo Camperio nacque a Milano nel 1826 in una famiglia numerosa ma benestante: era il decimo e ultimo figlio di Carlo e di Francesca Ciani. La coppia ebbe sei femmine e quattro maschi: Virginia, che sposò Luigi Cobianchi originario di Intra; Carolina (1808-1890), che sposò Antonio Dall'Acqua; il terzogenito Filippo (Philippe) Camperio (1810-1882), rimase celibe e divenne giurista a Ginevra; Luigia, nata nel 1812 e rimasta nubile; Enrichetta (1815-1895), che sposò Giuseppe Pedrali; Giovanna (1817-1892), che sposò Felice Buzzi; Battista, morto in tenera età, nel 1818; Francesca (Fanny) (1821-1913), che sposò Francesco Simonetta; Guglielmo (1825-1834), morto a soli 9 anni, e l'ultimo nato, Manfredo (1826-1899), che sposò Marie Siegfried. A causa del suo carattere irrequieto a 14 anni Manfredo fu inviato in collegio a Dresda e a 18 anni a Graz. Rientrato a Milano frequentò il Caffè della Cecchina entrando così in contatto con i patrioti antiaustriaci. L'8 febbraio 1848 fu arrestato dalla polizia austriaca e imprigionato prima a Linz e successivamente ritrasferito nelle carceri milanesi, da cui evase grazie ai rivoltosi delle Cinque giornate di Milano coi quali poi combatté.

Dopo la controffensiva austriaca fu costretto, come molti patrioti, a prendere la via dell'esilio dirigendosi prima in Ungheria e poi in Turchia rientrando nel 1849 a seguito dell'amnistia. Nel 1851 partì per l'Inghilterra da cui poi imbarcò per l'Australia. Nel 1856 rientrò in Italia ma rimase a Milano per un breve periodo perché, durante una serata a casa dello zio Giacomo Ciani, invitò un ufficiale austriaco a lasciare i luoghi, il che diede origine a un duello che fece molto scalpore e l'obbligò a rifugiarsiin territorio piemontese a Varallo Pombia, dove il cognato Francesco Simonetta aveva delle proprietà.

Nel 1859 riprese le armi contro il nemico austriaco arruolandosi nell'esercito sabaudo, prima come soldato ma salendo rapidamente di grado. Nel 1863 fu chiamato dal generale Manfredo Fanti che lo nominò capitano e suo aiutante di campo.

Nel 1867 riprese a viaggiare prima in Europa giungendo fino in Norvegia, poi in Egitto, Ceylon e India. Fu proprio nel 1867 durante quel viaggio che conobbe in Alsazia Jules Siegfried e sua sorella Marie che sposò il 30 marzo 1871 a Mulhouse. Dal matrimonio nacquero quattro figli: Fanny (1872-1890) morta a diciotto anni di scarlattina, Filippo detto Pippo (1873-1945) divenuto ammiraglio, Giulio (1874-1896) morto di nefrite, e Sita famosa per aver fondato la prima scuola infermieristica in Italia. Il suo animo inquieto lo spinse ancora a viaggiare. Iniziò a interessarsi al commercio e ai problemi delle infrastrutture che ne favorivano lo sviluppo. Nel 1869 presenziò all'inaugurazione del canale di Suez.

La sua carriera politica era iniziata proprio nel 1869 come consigliere comunale nella sua città natale, diventando poi assessore all'edilizia nel 1871 e deputato per la XII legislatura nel 1874. Durante il suo mandato si trasferì a Roma e divenne membro della Società Geografica Italiana. Le relazioni difficili con il suo presidente, Cesare Correnti che incentrava le attività della società su un punto di vista colonialistico, spinsero Camperio a creare un periodico dove l'aspetto anche commerciale era grandemente valorizzato. Il periodico si chiamò L'Esploratore. Giornale di viaggi e geografia commerciale, più noto col semplice titolo di L'Esploratore. Il primo numero apparve nel 1877. Il nome cambiò leggermente nel corso degli anni e l'ultima pubblicazione ebbe luogo nel 1928.

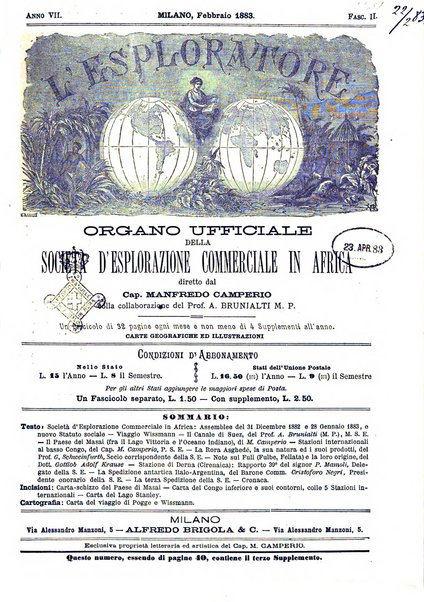
Il periodico fondato da Camperio

La rivista servì d'aggregante per un comitato esecutivo che rivaleggiò con l'iniziativa della Società Geografica Italiana di organizzare una missione in Scioa, una regione dell'Etiopia. Nel 1879 il comitato si trasformò in Società d'esplorazione commerciale in Africa e Camperio ne divenne prima vicepresidente, e poi presidente dal 1882 al 1884. L'altra principale spedizione organizzata dalla Società avvenne in Tripolitania nel 1881 dove Camperio riuscì ad aprire varie stazioni commerciali che ebbero comunque vita breve. La Società di esplorazione commerciale in Africa ebbe sempre una vita complicata: nell'ottobre 1884 uno degli esploratori finanziati dall'associazione, Gustavo Bianchi, morì nel corso di una spedizione, e l'avvenimento spinse Camperio a dimettersi dalla posizione di presidente. Le molteplici disillusioni che ottenne dalle sue iniziative africane lo spinsero a voltarsi verso l'Asia, in particolare l'India che aveva sempre amato.

Camperio morì all'età di 73 anni a Napoli, dove si trovava per curare l'asma di cui soffriva da anni.

## Riconoscimenti
- Le città di Milano, Monza e Padova gli ha intitolato una via.
- La città di villasanta gli ha dedicato una piazza.

## Pubblicazioni
- Della decadenza della Marina mercantile italiana, Milano 81880)
- Da Assab a Dogali. Guerre Abissine, Milano (1887)
- Dizionario Tigrino, Milano (1894), ristampato poi in varie edizioni
- Agenzie del Consorzio Italiano per l’Estremo Oriente, Milano (1898)
- L'Eritrea del XX secolo, Milano (1899)
- Autobiografia di Manfredo Camperio 1826-1899, terminata dalla figlia Sita Camperio Meyer, Milano (1917)